# Phaeton (carrozza)

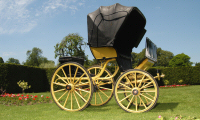
La phaeton sportiva gialla Lord Lonsdale, con copertura a mantice, ca 1900 (Mossman Collection)

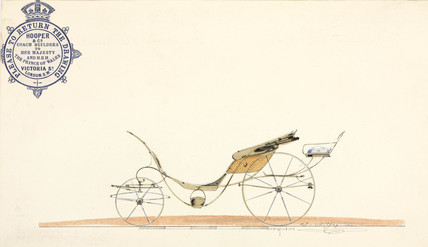
Disegno stilizzato di phaeton dovuto ai costruttori reali inglesi di carrozze Hooper

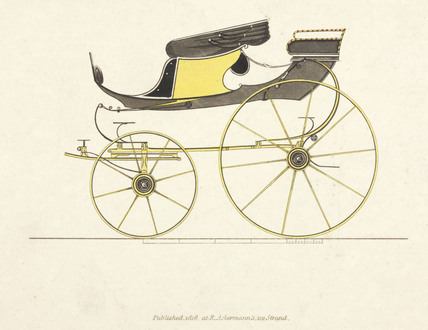
Phaeton del 1816 con un paio di grosse molle a balestra, nella parte posteriore ed il corpo vettura montato molto in alto

Phaeton (lett.: Fetonte) era il nome di una carrozza sportiva aperta a quattro grandi ruote, con tiro ad uno o due cavalli, dotata di sospensioni molto leggere, con un "corpo" di dimensioni ridotte, molto veloce ma anche pericolosa. Il nome, di derivazione classica, è quello del mitico Fetonte, figlio di Apollo e della Oceanina Climene, che rischiò di bruciare la terra per averla avvicinata troppo con il carro del Sole e per questo venne fulminato da Zeus. Essa fu in voga nei secoli XIX e XX.

## Tipi diphaeton
Vi erano vari sottotipi di questa carrozza: 
mail phaeton
Questo tipo era utilizzato prevalentemente per trasportare passeggeri con bagagli, utilizzanti sospensioni a molla del tipo utilizzato per vetture postali (di qui il nome mail).
spider phaeton
Di origine statunitense e realizzata per gentiluomini, era un'alta e leggera vettura con un sedile coperto innanzi ed uno dietro per il footman.
Eleganti Phaeton utilizzate nelle esposizioni comprendono lo stanhope, con alto sedile e chiusura posteriore ed il Tilbury, una carrozza a due ruote ed un sofisticato sistema di sospensioni a molle, con o senza tettuccio.

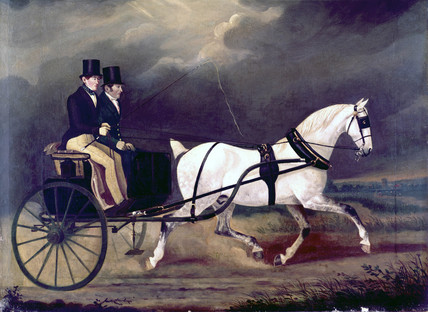
Calessino Stanhope in un dipinto del 1815-1830

## Uso storico ed attuale deiphaeton
Ogni giugno, durante le celebrazioni ufficiali del compleanno della Regina, Elisabetta II del Regno Unito viaggiava verso e dal Trooping the Colour nella Horse Guards Parade in un eburneo phaeton, realizzato nel 1842 per la sua antenata, la Regina Vittoria.
I rivoluzionari bolscevichi usarono un phaeton per fuggire dopo la rapina del 1907 alla banca di Tbilisi. 
Valerie, Lady Meux possedeva una coppia di zebre e volle strabiliare la London Society conducendo ella stessa un'alta phaeton, trainata dalle sue due zebre.

## Phaetonnellafiction

### Cinema
- Nel film del 1995 Ragione e sentimento, di Ang Lee, il personaggio di John Willoughby guida un phaeton giallo, anche se nel  libro dal quale è tratto il film, di Jane Austen, lo stesso personaggio conduce un calessino.[5]
- Nel film bengalese del 2012 Bhooter Bhabishyat, Raibahadur Darpo Narayan Chowdhury spesso fa riferimento ai phaeton riguardo a Sir Donald Ramsay ed il suo ceto aristocratico.

### Letteratura
- [6]Nel romanzo del 1778 di Frances Fanny Burney  Evelina, giovani gentiluomini guidano phaeton sulle pubbliche vie di  Clifton, presso Bristol, non senza provocare incidenti.
- Nel romanzo di Jane Austen, Orgoglio e pregiudizio, Mr Collins dice della figlia di Lady Catherine De Bourgh: «…ella è perfettamente amabile, e spesso accondiscende a guidare, presso la mia umile residenza, il suo piccolo phaeton trainato dai  ponies»
- Nel romanzo di Anne Brontë Il segreto della signora in nero, del 1848, il protagonista Arthur Huntington guida un leggero phaeton il cui carattere sportivo riflette la attitudini di Huntingdon
- Nel romanzo di Charles Dickens Davide Copperfield, l'avvocato Spenlow, padre di Dora, muore di un attacco cardiaco mentre rientra a casa, alla guida del suo phaeton.
- Lo scrittore britannico William Black, scrisse nel 1862 un romanzo dal titolo The Strange Adventures of a Phaeton, basato su un'escursione compiuta dallo stesso autore da Londra ad Edimburgo.
- Nel suo primo romanzo, I Buddenbrooks, lo scrittore tedesco Thomas Mann fa recitare ad uno dei personaggi del romanzo, il poeta di Lubecca Jacques Hoffstede, una salace quartina ove certo Frelon fa dell'ironia su Madame Pompadour, vista a bordo di un phaeton, condotto dal Maresciallo di Sassonia.
- Henry James, nella sua novella An International Episode del 1878, scrive di Lord Lambeth, condotto in città su un basket-phaeton, dal suo compagno Bessie Aldon, che dopo aver visitato diciassette negozi, aveva riempito il phaeton di pacchi.
- Nella novella di F. Scott Fitzgerald,  Il curioso caso di Benjamin Button, Roger Button, padre di Beniamino, possiede un phaeton, che è il suo principale mezzo di trasporto finché non acquista un'automobile.
- Nel romanzo di Bernard Cornwell (scritto con lo pseudonimo di Susannah Kells), Fallen Angels, un phaeton è il mezzo di trasporto preferito del protagonista Campion, che lo distruggerà, esempio perfetto del suo carattere pericoloso e volubile
- La romanziera inglese Georgette Heyer scrisse spesso di gentiluomo sportivi che conducevano i loro phaeton; talvolta essi acconsentivano a che giovani dame li guidassero, ma solo in casi eccezionali. Nel romanzo Il dandy della Reggenza, invece, la protagonista Judith Taverner guida sempre personalmente in suo phaeton, alto e sportivo.
- La scrittrice inglese Barbara Cartland fa guidare un elegante phaeton a tutti i nobili protagonisti dei suoi romanzi.
- Lo scrittore italiano Federico De Roberto, nel suo capolavoro I Viceré, descrive il phaeton nuovo che il Conte Raimondo Uzeda, terzogenito dei Principi di Francalanza, acquista e conduce personalmente: "Quantunque potesse servirsi della carrozza del fratello, aveva comperato una magnifica pariglia di purosangue e un phaeton nuovo fiammante col quale andava dietro alla carrozza dei Fersa: alla Marina, quando c'era musica, scendeva, lasciando le redini al cocchiere, per mettersi al loro sportello e chiacchierare con donna Isabella, con la suocera e col marito".

## Immagini diphaeton

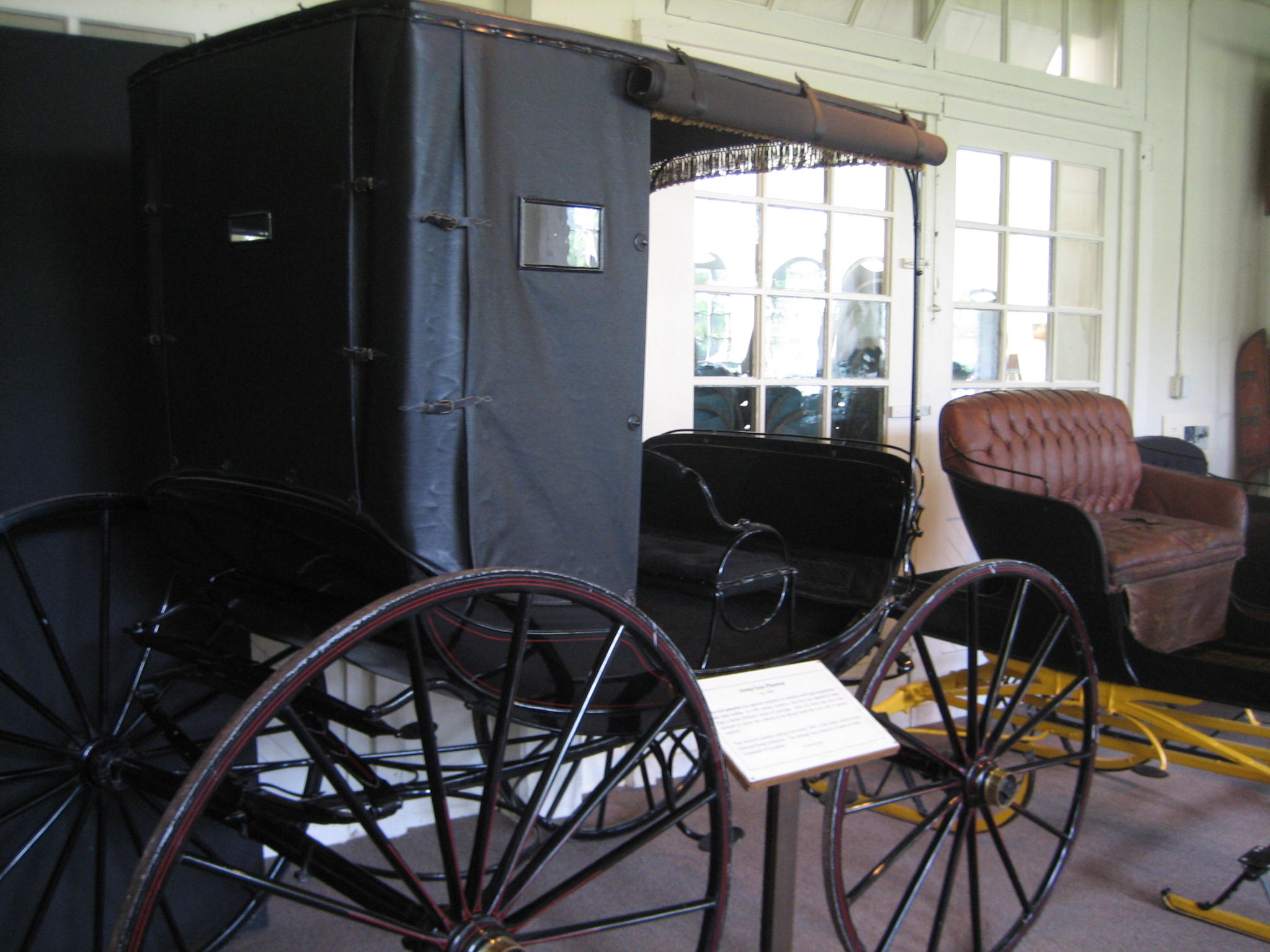
Un jump seat phaeton
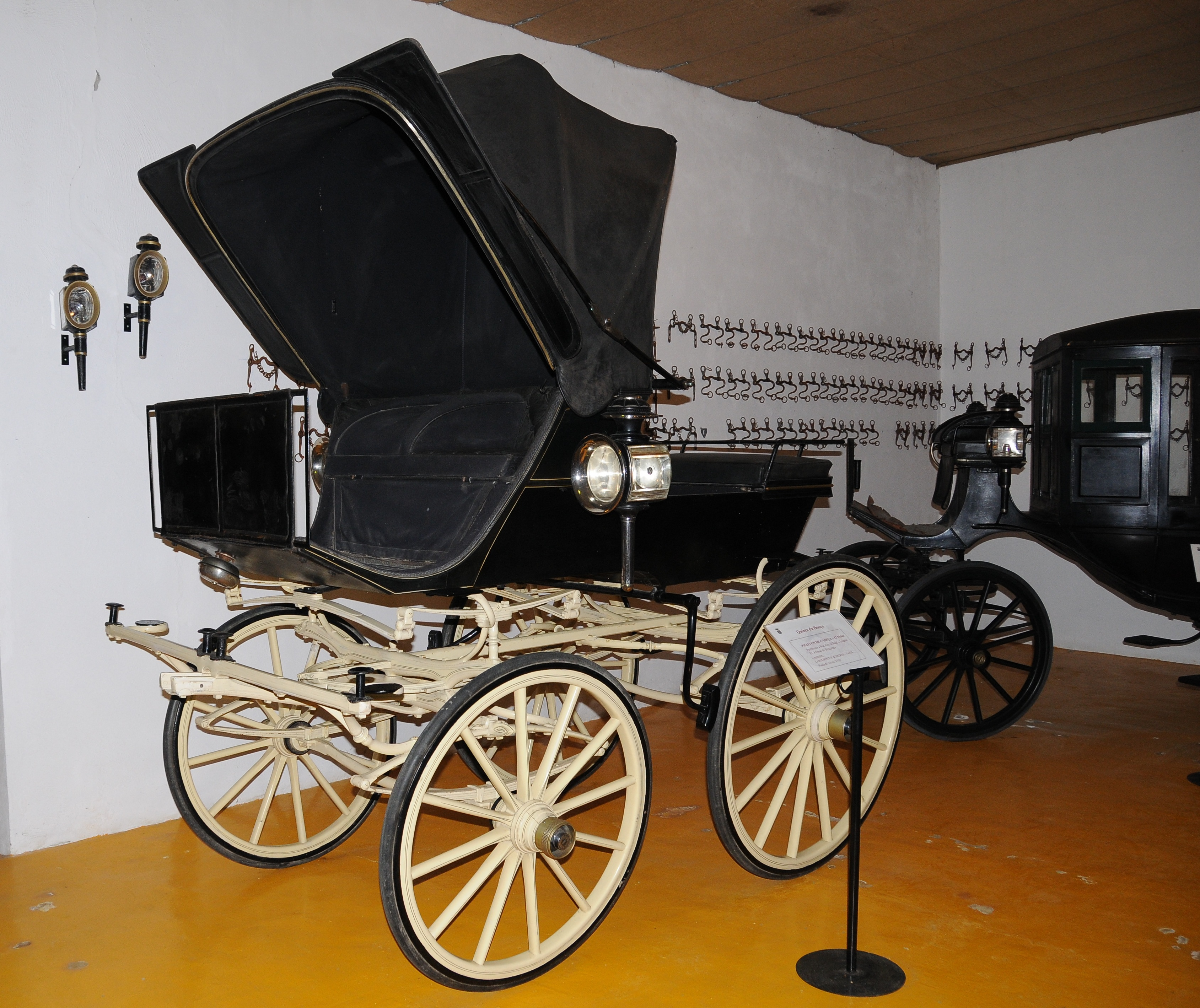
Phaeton nel Geraz do Lima Carriage museum
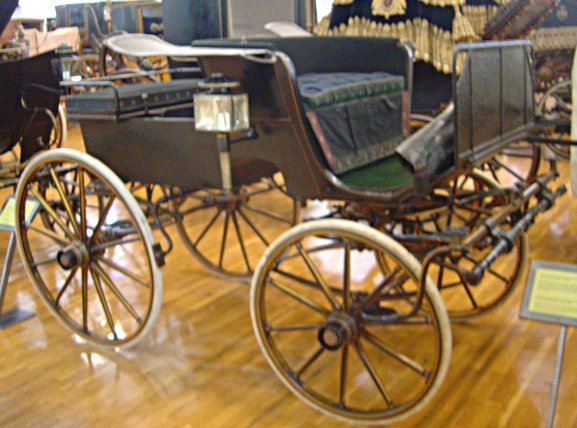
Un phaeton
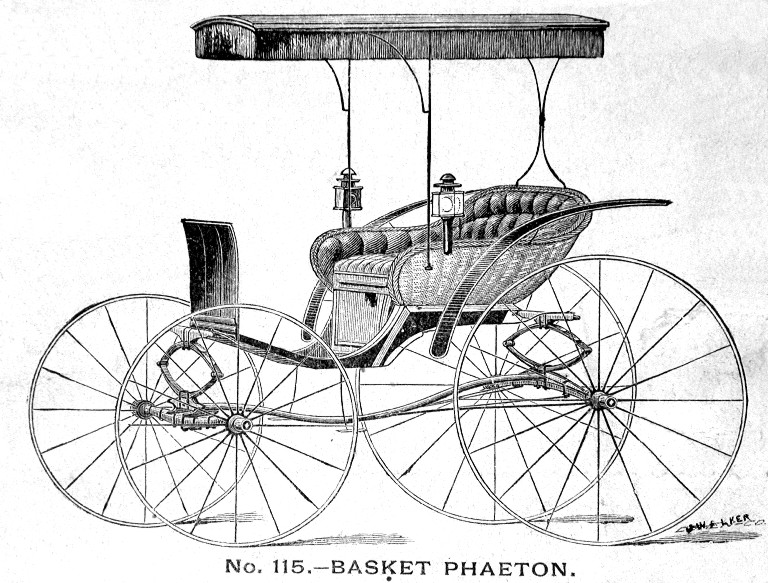
Basket phaeton inciso da John Henry Walker
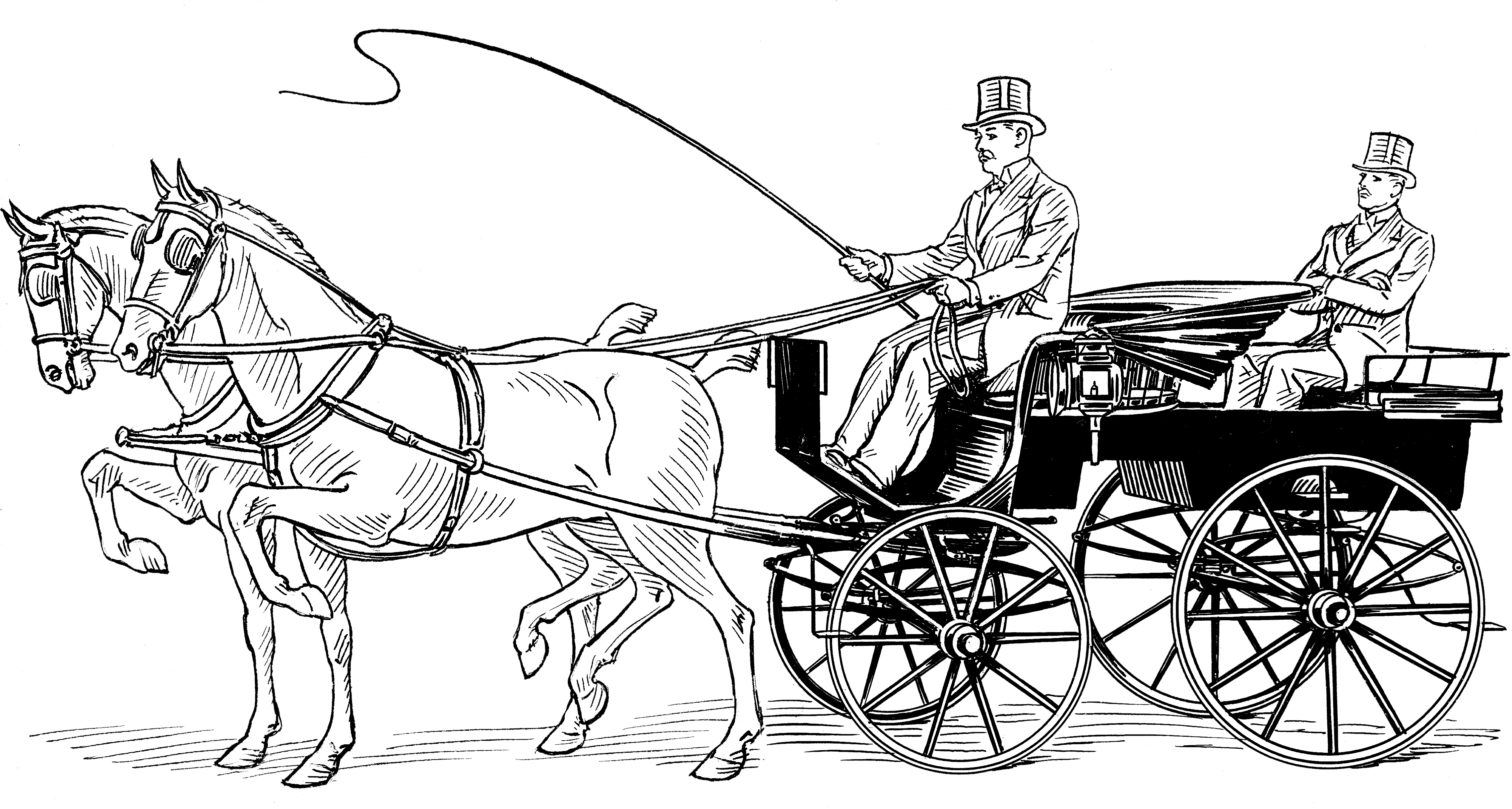
Un tipico Phaeton
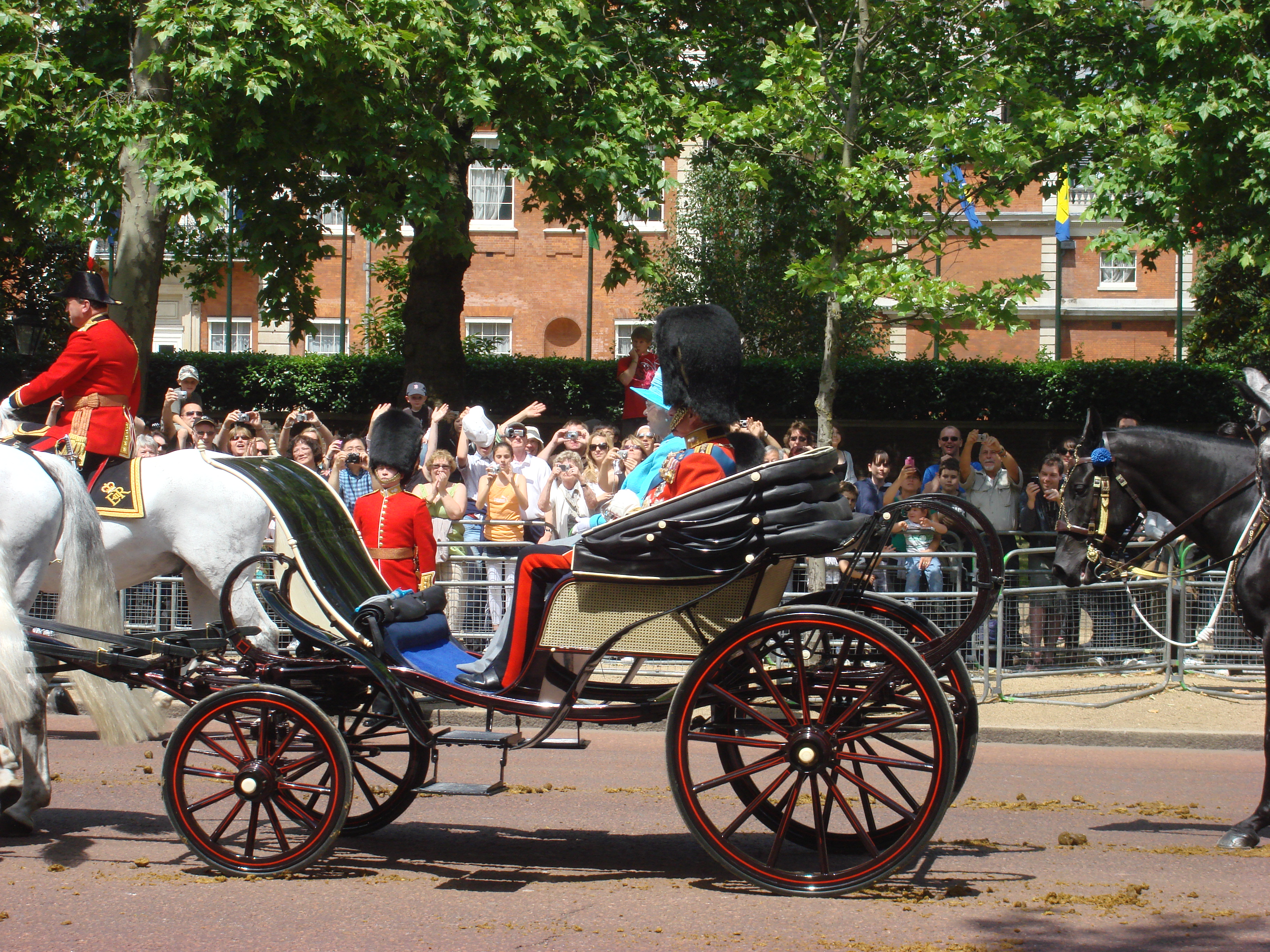
Trooping the Colour